# Adriano Chiaramida
Domenico Adriano Chiaramida (Livorno, 8 luglio 1941) è un attore italiano.

## Biografia
È un attore italiano; esordisce al cinema intorno alla prima metà degli anni ottanta in qualità di comprimario.
Seppur proveniente dall'Italia centrale, Adriano Chiaramida è stato scelto spesso da vari registi per interpretare personaggi meridionali, in particolar modo nativi della Sicilia, aiutato anche da un volto severo, tipico di un certo tipo di uomini risoluti del sud Italia.

## Filmografia

### Cinema
- Il padrone del mondo, regia di Alberto Cavallone (1983)
- La sposa era bellissima, regia di Pál Gábor (1986)
- I picari, regia di Mario Monicelli (1987)
- Le buttane, regia di Aurelio Grimaldi (1994)
- I Grimaldi, regia di Giorgio Castellani (1997)
- Alla luce del sole, regia di Roberto Faenza (2005)
- Amiche da morire, regia di Giorgia Farina (2013)
- Il peccato - Il furore di Michelangelo, regia di Andrej Končalovskij (2019)
- Amusia, regia di Marescotti Ruspoli (2022)
- Nella tana dei lupi 2 - Pantera (Den of Thieves 2: Pantera), regia di Christian Gudegast (2025)

### Televisione
- Il commissario Montalbano,  serie TV (1999) - Episodio: La voce del violino
- Soldati di pace, regia di Claudio Bonivento, film TV (2001)
- Giovanni Falcone - L'uomo che sfidò Cosa Nostra, regia di Andrea e Antonio Frazzi, miniserie TV (2006)
- Era mio fratello, regia di Claudio Bonivento, miniserie TV (2007)
- Romanzo criminale - La serie, regia di Stefano Sollima - serie TV (2008-2010)
- Don Matteo, regia di Giulio Base e di Monica Vullo - serie TV (2008-2014)
- Edda Ciano e il comunista, regia di Graziano Diana, film TV (2011)
- Il segreto dell'acqua, regia di Renato De Maria, serie TV (2011)
- Il giovane Montalbano, regia di Gianluca Maria Tavarelli,  serie TV (2012-2015)
- Le mani dentro la città, regia di Alessandro Angelini, serie TV (2014)
- Squadra Antimafia 6, regia di Kristoph Tassin e Samad Zarmadili, serie TV, 6 episodi (2014) - Ruolo: Carmine Spinone
- Oriana, regia di Marco Turco, miniserie TV (2014)
- Squadra mobile, regia di Alexis Sweet – serie TV, episodio 1x11-1x15 (2015)
- Io sono Libero, regia di Francesco Miccichè - docufilm (2016)
- La mafia uccide solo d'estate - la serie, regia di Luca Ribuoli - serie TV, episodio 1x4 (2016)
- I fantasmi di Portopalo, regia di Alessandro Angelini, miniserie TV (2017)
- Non uccidere, regia di Lorenzo Sportiello - serie TV, episodio 2x06 (2017)
- Il capitano Maria, regia di Andrea Porporati (2018)
- ZeroZeroZero – serie TV (2020)
- Imma Tataranni - Sostituto procuratore, regia di Francesco Amato - serie TV, episodio 2x02 (2021)
- The Good Mothers, regia di Julian Jarrold e Elisa Amoruso - serie TV, 3 episodi (2023)
- Vanina - Un vicequestore a Catania, regia di Davide Marengo – serie TV, episodio 1x02 (2024)
- Briganti, regia di Steve Saint Leger, Nicola Sorcinelli e Antonio Le Fosse - serie TV (2024)
- Doppio gioco, regia di Andrea Molaioli – miniserie TV, puntata 3 (2025)

## Teatro
- Le confessioni, regia di Aurelio Grimaldi (1997)
- Il giardino dei ciliegi, regia di Lamberto Puggelli
- Yerma, regia di Mario Ferrero